# Vérnyomáscsökkentő gyógyszerek
A vérnyomáscsökkentő gyógyszerek (más néven antihipertenzív szerek) a magas vérnyomás betegség kezelésére szolgáló gyógyszerek.

## Főbb vérnyomáscsökkentő gyógyszercsoportok[1]
| Gyógyszercsoport neve                                                                      | Mikor javallt | Mikor ellenjavallt                                                                | Magyarországon forgalmazott gyógyszerek |
| ------------------------------------------------------------------------------------------ | --- | --------------------------------------------------------------------------------- | --------------------------------------- |
| ACE-gátlók (angiotenzin-konvertáló enzim gátlók)                                           | szívelégtelenség, bal-kamrai működészavar, szívinfarktus után, koszorúérbetegség, érelmeszesedés, 1-es típusú cukorbetegség | terhesség, magas káliumszint, veseartéria-szűkület                                |                                         |
| ARB-k (angiotenzin II-receptor-blokkolók)                                                  | szívelégtelenség, 2-es típusú cukorbetegség, veseműködés zavarai, bal-kamra-túlnövekedés, sztrók megelőzés                  | terhesség, magas káliumszint, veseartéria-szűkület                                |                                         |
| β-blokkolók (béta-receptor-blokkolók)                                                      | angina, szívinfarktus utáni állapot, infarktus utáni állapot, infarktus miatt kialakult bal-kamrai zavar                    | asztma, COPD, pitvar-kamra átvezetési zavar a szívben                             |                                         |
| kalcium-csatorna-blokkolók (dihidropiridin típusú, nem dihidropiridin típusú)              | angina, idős kor, ún. izolált szisztolés hipertónia, terhesség 2-3 szaka, végtagi érbetegség                                | szívinfarktus, instabil angina                                                    |                                         |
| diuretikumok (tiazid típusú vizelethajtók)                                                 | szívelégtelenség, idős kor, izolált szisztolés hipertónia                                                                   | köszvény, zsíranyagcsere zavar                                                    | Kategória:Vizelethajtó gyógyszerek      |
| egyebek (imidazolin receptor antagonisták, centrális alfa-gátlók, direkt-hatású értágítók) | terhesség | II.-III. fokú pitvar-kamrai átvezetési zavar, májbetegség, billentyű elégtelenség |                                         |

## A vérnyomáscsökkentő gyógyszerek csoportosítása hatásmódjuk alapján

### Nátriumürítést fokozó vizelethajtók
- tiazidok
- kacsdiuretikumok
- káliummegtakarító diuretikumok

### Szimpatikus rendszert gátló szerek

#### Aközponti idegrendszerivérnyomás-szabályozást befolyásoló szerek
- nyúltagyi központra hatnak:
  - klonidin
  - guanabenz
  - metildopa
- centrális alfa- és szerotoninreceptorra hatnak:
  - urapidil
- agytörzsi imidazolin receptorra hatnak:
  - moxonidin
  - rilmenidin

#### A perifériás szimpatikus tónust csökkentő szerek
- ganglionbénítók:
  - trimetaphan
- adrenerg neuronbénítók:
  - guanetidin
  - betanidin
  - guanadrel
  - reserpin

### Receptorblokkolók
- alfa blokkolók:
  - fentolamin
  - fenoxibenzamin
  - prazozin
- alfa és szerotoninreceptorgátlók:
  - ketanserin
- alfa és béta blokkolók:
  - labetalol
- béta blokkolók:
  - metoprolol
  - pindolol
  - propranolol
  - atenolol

### Arenin-angiotenzin rendszeraktivitásának gátlói
- ACE gátlók:
  - kaptopril
  - enalapril
- AT-2 antagonisták:
  - lozartán

### Értágítók
- simaizom elernyesztők:
  - nitroprusszid nátrium
  - hydralazin

- kálium-csatorna serkentők:
  - monoxidil
  - diazoxid

### Kalciumcsatorna-gátlók
- verapamil
- nifedipin
- diltiazem

## A magas vérnyomás kezelésekor figyelembe veendő társbetegségek

### Cukorbetegség
A 2-es típusú (nem inzulinfüggő) cukorbetegek esetén a hipertónia kezelését nem gyógyszerekkel ajánlott kezdeni, hanem életmódrendezéssel: a testsúly és a sóbevitel lehetséges csökkentése akár önmagában elegendő lehet pl. az I. fokozatú magas vérnyomás megszüntetésére.
1-es típus esetében ACE-gátlók, ARB-k segítségével elkerülhetőek a vesét érintő szövődmények.

### Veseműködési zavarok (nefropátia)
A vese védelme alapvetően fontos, mert a magas vérnyomásos betegek többsége szenvedhetett valamilyen szintű vesekárosodást.

### Agyi keringési zavarok
A sztrók kockázatát ‒ úgy tűnik ‒ a kalcium-antagonisták kissé jobban csökkentik, valamint a vizelethajtók.

### Időskor
Az erek (főként artériák) fala a meszesedés révén egyre merevebbé válik, jellemző a már említett izolált szisztolés hipertónia, tehát csak a szisztolés (kilökési) vérnyomásérték magas. Időseken különösen fontos a gyógyszeradás fokozatossága, és figyelni pl. felkeléskor az ortosztatikus vérnyomásesésre.

## Amennyiben a gyógyszeres kezelés nem hatékony
Amennyiben a gyógyszeres kezelés ellenére nem normalizálódik a hipertónia, az orvos előtt több lehetőség is nyitva áll:
- növelhető a gyógyszer dózisa (csak olyan esetekben érdemes, amikor bizonyított, hogy a nagyobb dózis hatása is nagyobb)
- gyógyszerváltással lehet élni, ha a szokásos dózis nem hatékony, vagy a beteg a mellékhatásokat rosszul tolerálja
- kombinációs kezelést lehet alkalmazni (ez a leggyakoribb módszer): egyetlen gyógyszerrel a betegek nagy részének vérnyomása nem rendezhető, és a mellékhatások dózisfüggőek, ezért érdemes kombinációt adni, mert a vérnyomás több támadásponton jobban befolyásolható, és a kisebb dózisokkal a mellékhatások is jobban elkerülhetőek. Ez lehet ún. fix kombináció, amikor egy gyógyszerben eleve két hatóanyag van, pl. ACE-gátló és vízhajtó.